# Mario Ricci
Pour les articles homonymes, voir Ricci.
Mario Ricci est un cycliste italien, né le 13 août 1914 à Padoue et mort le 22 février 2005 à Côme.

## Biographie
Mario Ricci est cycliste professionnel de 1938 à 1951. Il remporte notamment le Tour de Lombardie 1941 et 1945 et le titre de champion d'Italie 1943. Il termine deuxième du Milan-San Remo 1941.

## Palmarès
- 1938
  - 3e du Tour de la province de Milan (avec Carmine Saponetti)
- 1939
  - 6e de Milan-San Remo
- 1940
  - 2e des Trois vallées varésines
  - 2e du Tour du Latium
  - 2e du Tour d'Émilie
- 1941
  - Tour de Lombardie
  - Tour de la province de Milan (avec Fausto Coppi)
  - 2e de Milan San Remo
  - 3e de la Coppa Bernocchi
- 1942
  - 2e du championnat d'Italie sur route
- 1943
  -  Champion d'Italie sur route
- 1945
  - Tour de Lombardie
  - Trophée Matteotti
  - 2e des Trois vallées varésines
  - 2e du Tour des 4 provinces à étapes :
- 1946
  - Milan-Mantoue
  - 8e étape du Tour d'Italie
  - 2e des Trois vallées varésines
  - 3e de Milan-San Remo
  - 3e de la Coppa Bernocchi
  - 4e du championnat du monde sur route
- 1947
  - Coppa Bernocchi
  - 10e étape du Tour d'Italie
  - 4ea étape du Tour de Romandie
  - 2e des Trois vallées varésines
  - 3e du championnat d'Italie sur route
- 1948
  - 2e étape du Tour d'Italie
  - 2e du Grand Prix de l'industrie et du commerce de Prato
  - 6e du championnat du monde sur route
- 1949
  - Coppa Bernocchi
  - 6e étape du Tour d'Italie
- 1950
  - 2e étape du Tour de Catalogne
  - 3e des Trois vallées varésines
  - 3e du championnat d'Italie sur route

## Résultats sur les grands tours

### Tour d'Italie
6 participations
- 1939 : abandon (14e étape)
- 1940 : abandon
- 1946 : abandon, vainqueur de la 8e étape
- 1947 : abandon, vainqueur de la 10e étape
- 1948 : 33e, vainqueur de la 2e étape
- 1949 : 49e, vainqueur de la 6e étape

### Tour de France
1 participation
- 1949 : 41e